# GKB – Köflach - Strassgang
Az Köflach - Strassgang egy szerkocsisgőzmozdony-sorozat volt a Graz–Köflacher Bahnnál (GKB), mely egy osztrák-magyar magánvasút-társaság volt.
A négy mozdonyt 1862-ben (2 db), 1868-ban és 1871-ben szállította a StEG a GKB-nak.
A  GKB-n az üzemeltetést 1878-1923 között a Déli Vasút végezte, a mozdonyokat 21 sorozat 121–124 pályaszámokkal látta el.
1904-ben selejtezték őket

## Fordítás
Ez a szócikk részben vagy egészben  a   GKB – Köflach bis Strassgang című német Wikipédia-szócikk fordításán alapul.  Az eredeti cikk szerkesztőit annak laptörténete sorolja fel. Ez a jelzés csupán a megfogalmazás eredetét és a szerzői jogokat jelzi, nem szolgál a cikkben szereplő információk forrásmegjelöléseként.- Az eredeti szócikk forrásai szintén ott találhatóak.